# 南叉半島

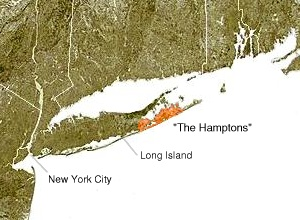
南叉半島在長島的位置

南叉半島（英語：South Fork）是紐約州薩福克縣東南部的一個狹長半島。與之相對的，北部的半島稱為北叉半島。
南叉半島由東漢普頓鎮和南安普敦市的大部分地區組成。南部的水域是大西洋。南叉半島和北叉半島在紐約里弗黑德分離，在這裡，佩孔尼克河排入佩孔尼克灣。長期以來，人們一直注意到長島就像一條魚，叉子形成了一條尾巴。當地土著民稱此半島為“ Paumanok”。此名稱還用於命名一條路徑，該路徑貫穿整個南叉地區。
南叉和北叉被大佩孔尼克灣、小佩孔尼克灣和伽德納斯灣隔開。在兩個半島之間有幾個島嶼，包括伽德納斯島。南叉的東端有蒙托克角燈塔，位於蒙托克角州立公園內，這是紐約州和薩福克縣的最東端。北叉的東端是紐約的東方鎮，但相對於蒙托克點靠西。